# 20007 Marybrown
20007 Marybrown (1991 LR) là một tiểu hành tinh vành đai chính được phát hiện ngày 7 tháng 6 năm 1991 bởi C. S. Shoemaker và E. M. Shoemaker ở Palomar.